# Biensdorf (Lichtenau)
Biensdorf ist ein Ortsteil der sächsischen Gemeinde Lichtenau im Landkreis Mittelsachsen. Der Ort wurde bereits vor 1875 nach Krumbach eingemeindet. Die Gemeinde Krumbach mit ihrem Ortsteil Biensdorf wurde am 1. Januar 1994 nach Ottendorf eingemeindet. Diese Gemeinde wurde wiederum am 1. Januar 1999 in die Gemeinde Auerswalde eingemeindet, die am 11. September 2000 in Lichtenau umbenannt wurde.

## Geographie

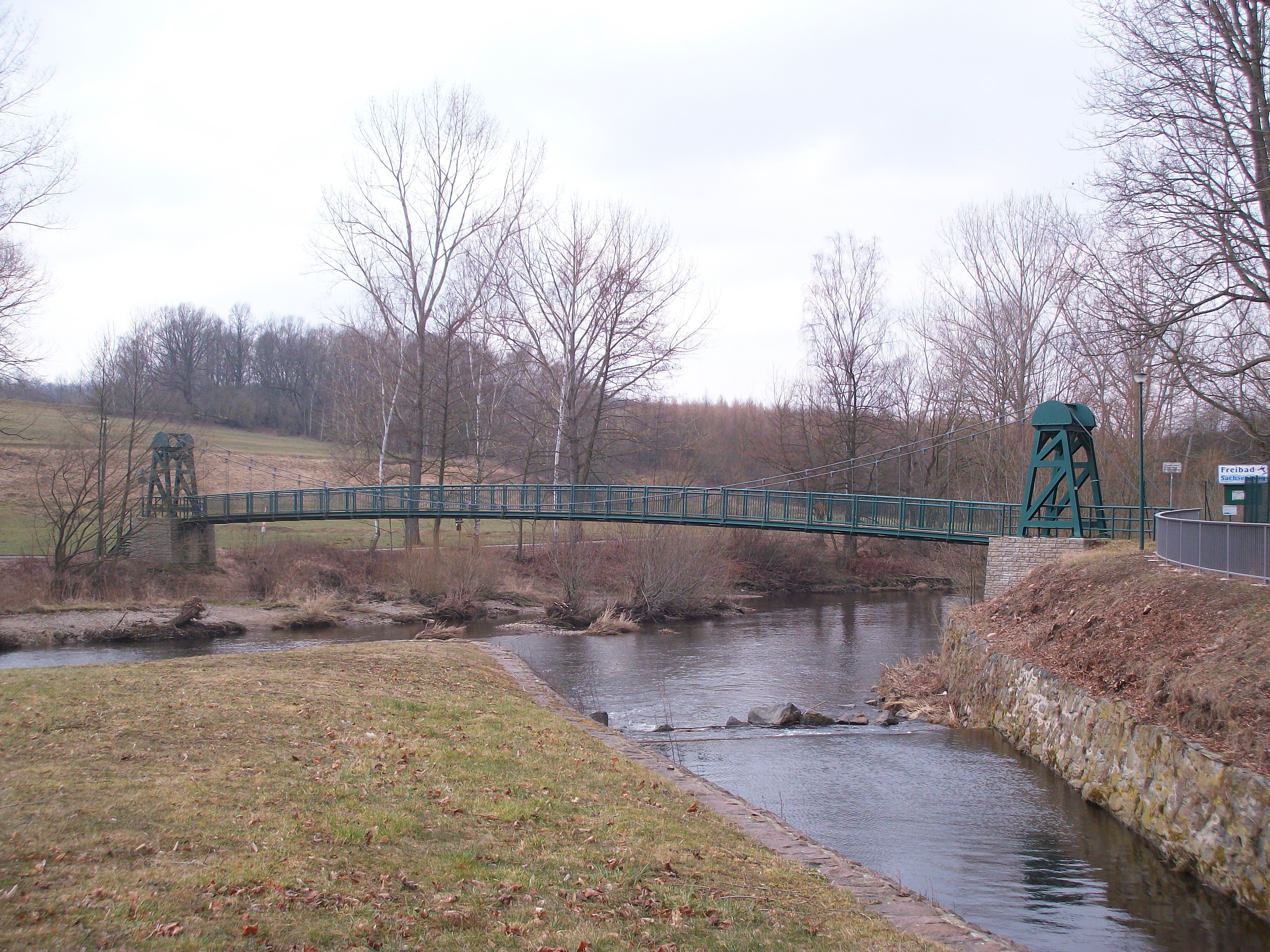
Zschopaubrücke Sachsenburg–Biensdorf

### Geographische Lage und Verkehr
Biensdorf liegt im Nordosten der Gemeinde Lichtenau am Westufer der Zschopau. Der Ort liegt am Südrand des Mulde-Lösshügellands (Sächsisches Granulitgebirge). Am gegenüber liegenden Ufer befinden sich die Berghöhe Treppenhauer und das Schloss Sachsenburg. Höchste Erhebung von Biensdorf ist der Rote Berg mit einer Höhe von 310 m.

### Nachbarorte
|          | Sachsenburg                                 |             |
| Krumbach | Kompassrose, die auf Nachbargemeinden zeigt | Sachsenburg |
|          | Merzdorf                                    |             |

## Geschichte

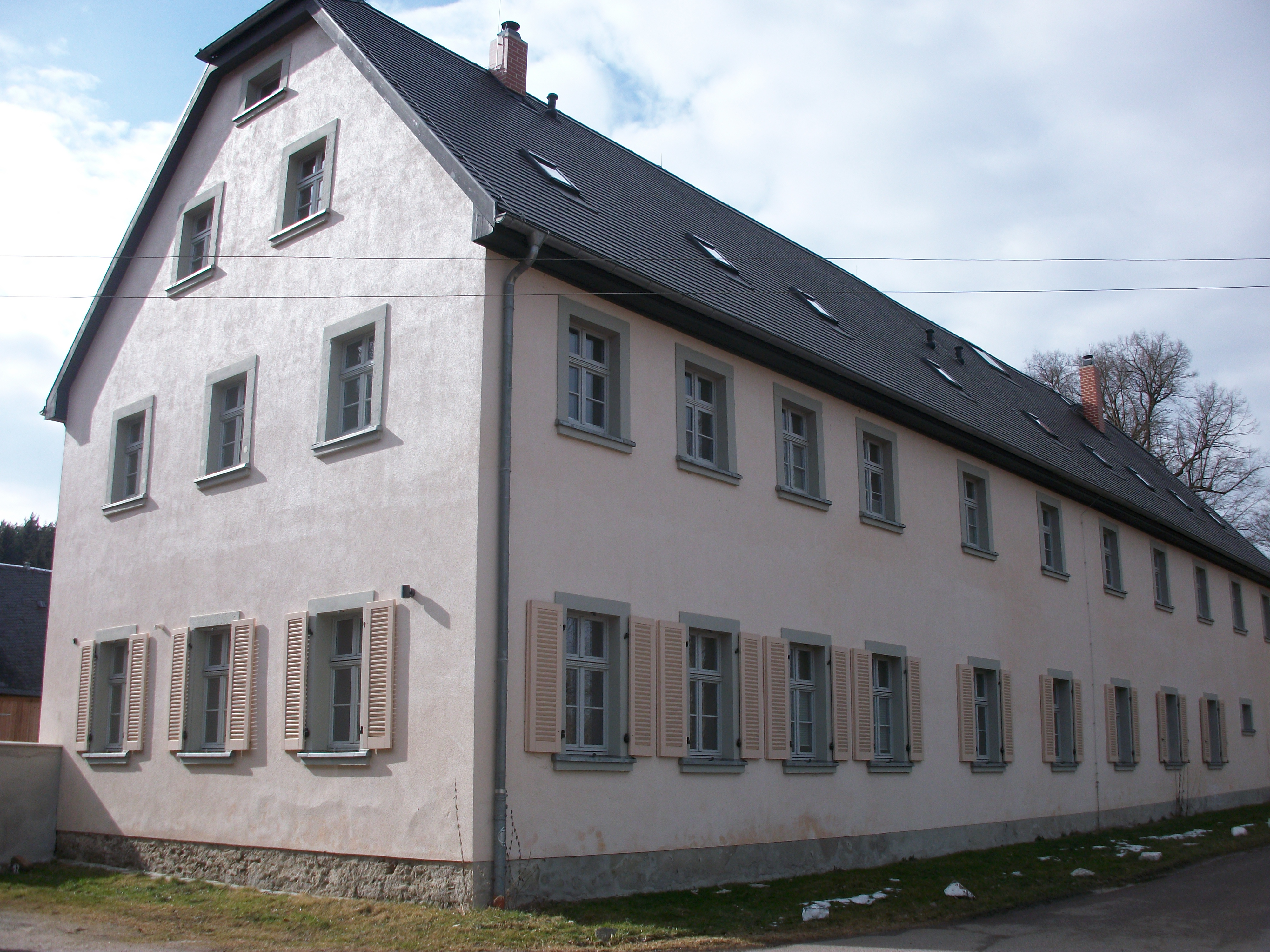
Gebäude des ehemaligen Vorwerks Biensdorf

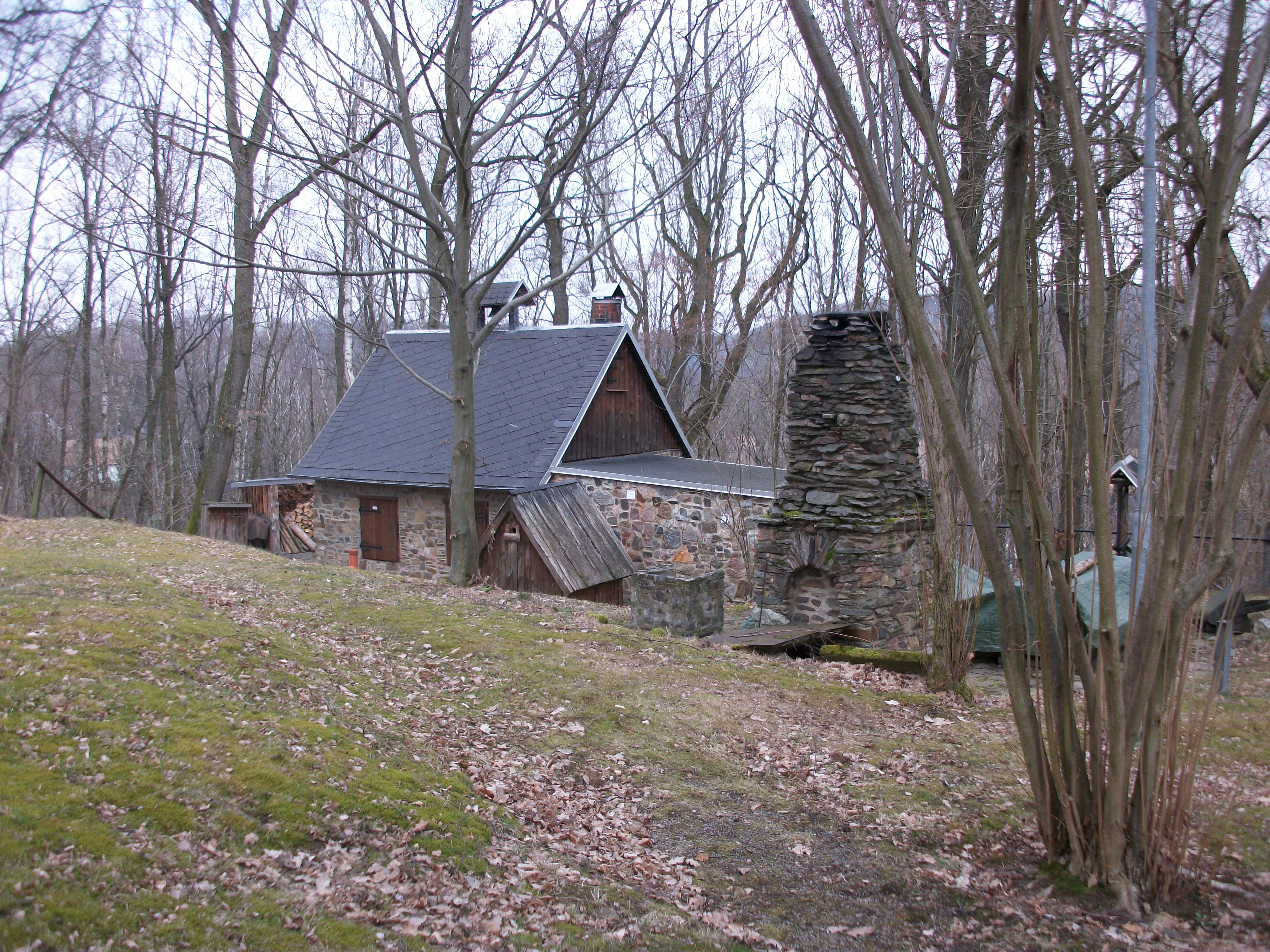
Huthaus Fundgrube Hülfe des Herrn, Biensdorf

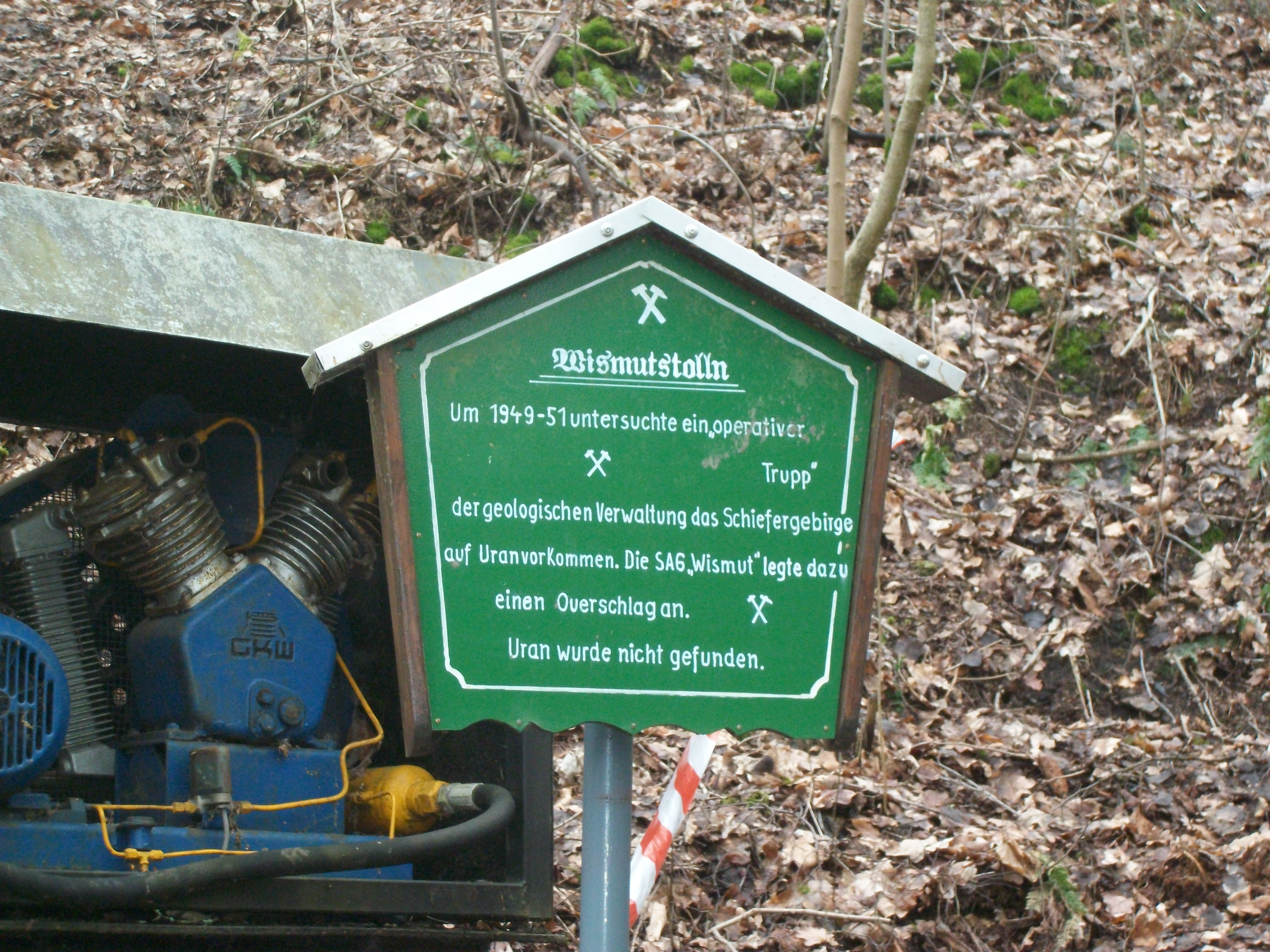
Wismutstolln Biensdorf, Infotafel

### Ortsgeschichte von Biensdorf
Bereits um das Jahr 1000 wird der Beginn des Bergbaus im Gebiet von Biensdorf angenommen. Parallel zum Bergbau auf dem Treppenhauer mit der mittelalterlichen Bergstadt Bleiberg auf dem gegenüberliegenden Ufer der Zschopau entstand vermutlich um 1200 die Bergbausiedlung Biensdorf. Im Gegensatz zur Bergstadt Bleiberg, die Mitte des 14. Jahrhunderts wüst fiel, blieb Biensdorf dieses Schicksal durch die Existenz des um 1465 erwähnten Vorwerks Biensdorf erspart. Dieses Vorwerk Biensdorf, als „Bemisdorf“ erwähnt, gehörte um 1465 zum Rittergut Sachsenburg und wurde vermutlich zum Schutz der Bergleute erbaut. Vom 16. bis ins 19. Jahrhundert lag die Grundherrschaft über das Vorwerk und die Gutssiedlung Biensdorf beim Rittergut Neusorge. Die Herrschaft Neusorge, die im Jahr 1610 an den Kurfürsten Christian II. von Sachsen veräußert wurde, gehörte seitdem mit den zugehörigen Orten zum kursächsischen bzw. königlich-sächsischen Amt Augustusburg. Im Jahr 1832 wurden die meisten der bisher unter der Verwaltung des Ritterguts Neusorge stehenden Orte, mit ihnen die Siedlung Biensdorf, dem Amt Frankenberg-Sachsenburg zugeordnet. Ab 1856 gehörte Biensdorf zum Gerichtsamt Mittweida und ab 1875 zur Amtshauptmannschaft Rochlitz. Bereits vor 1875 wurde Biensdorf der Gemeinde Krumbach zugeordnet. Das Vorwerk Biensdorf wurde bis ins 19. Jahrhundert erwähnt. Zwischen dem 15. und 26. April 1945 war Biensdorf wie Krumbach kurzzeitig von amerikanischen Truppen besetzt, bis am 7./8. Mai 1945 sowjetische Truppen die Verwaltung übernahmen.
Durch die zweite Kreisreform in der DDR kam die Gemeinde Krumbach mit ihrem Ortsteil Biensdorf im Jahr 1952 zum Kreis Hainichen im Bezirk Chemnitz (1953 in Bezirk Karl-Marx-Stadt umbenannt), der im Jahr 1990 als sächsischer Landkreis Hainichen fortgeführt wurde. Nach dessen Auflösung gehörte der Ort seit 1994 zum Landkreis Mittweida, der 2008 im Landkreis Mittelsachsen aufging. Die Gemeinde Krumbach mit ihrem Ortsteil Biensdorf wurde am 1. Dezember 1994 nach Ottendorf eingemeindet. Im Zuge der Gemeindegebietsreform in Sachsen wurden 1999 die Gemeinden Auerswalde, Lichtenau und Ottendorf zu einer neuen Gemeinde vereinigt, deren Name erst am 28. Mai 2000 durch einen Bürgerentscheid als „Lichtenau“ festgelegt wurde, hierfür entschieden sich 51 % der Abstimmungsberechtigten. Seitdem ist Biensdorf ein Ortsteil der Gemeinde Lichtenau. Im Jahr 2002 war Biensdorf aufgrund seiner Lage in der Nähe der Zschopau vom schweren Jahrhunderthochwasser betroffen.

### Bergbaugeschichte in Biensdorf
In der Gegend des Merzdorfer Höhenzugs bis zum „Roten Berg“ südwestlich von Biensdorf wurde vermutlich schon in ur- und frühgeschichtlicher Zeit Bergbau zur Gewinnung von Metallen betrieben. Diesbezügliche Belege wurden bei sporadischen Untersuchungen von Archäologen im Bereich der Pingen- und Haldenfelder in unmittelbarer Nähe der Ortslage Biensdorf gefunden sowie im Jahr 1935 durch einen historischen Fund von mittelalterlichen Tongefäßen beim Bau eines Tennisplatzes für einen Chemnitzer Fabrikbesitzer in Biensdorf. Auf dem Roten Berg südwestlich von Biensdorf ist schon zu Zeiten der mittelalterlichen Bergstadt Bleiberg auf dem Treppenhauer am östlichen Ufer der Zschopau Bergbau nachgewiesen. In dem Pingen- und Haldenfeld des Roten Bergs wurden schließen archäologische Funde aus dem 13. bzw. 14. Jahrhundert auf diese frühe Datum, ein Beginn um das Jahr 1000 wird jedoch vermutet. Seit dem 18. Jahrhundert ist auf dem Roten Berg kein Bergbau mehr nachgewiesen. Das Gelände wurde forstwirtschaftlich überprägt.
Das nicht zusammen hängende Grubenfeld zwischen Merzdorf und Biensdorf zog sich von den flach abfallenden Hängen an der Zschopau auf Merzdorfer Flur bis nach Biensdorf. Aufgrund der relativ ebenen Geländestruktur wurden die Spuren des Bergbaus jedoch schon im 18. Jahrhundert zwischen 1730 und 1785 wieder beseitigt, um das Areal für die Landwirtschaft zu nutzen. Historische Quellen über den Bergbau am Merzdorfer Höhenzug finden sich im Bestand des Marienberger Bergreviers im Bergarchiv Freiberg, zu dessen auswärtiger Abteilung das Revier westlich der Zschopau gehörte. Auf Grubenrissen ist der Bergbau im Bereich des Berghangs von Biensdorf zum Düstergrund belegt, welcher früher als „Der Stoln Born“ bezeichnet wurde. In diesem bewaldeten Taleinschnitt sind bis heute die Reste von Halden und Pingen sowie ein verbrochenes Mundloch erhalten geblieben. Im oberen Teil des Grunds befinden sich die Reste trocken gelegter Teiche und die eingezäunte Pinge eines Schachtes. Der Eigenlöhner Johann Christian Lauttenbach wältige im Jahr 1736 zur Untersuchung des Pingen- und Haldenfeldes den „Maria Josepha Erbstolln“ auf. Zur Zeit der Uranprospektion der SAG Wismut im Erzgebirgsvorland zwischen 1949 und 1951 ist der Schacht aufgewältigt worden. Daraus resultiert die heute sichtbare vergrößerte Pinge. Der durch den Düstergrund führende Bach wurde in DDR-Zeiten durch die LPG verrohrt, wodurch er nur noch unterhalb des Grundes in der Wiesenfläche an der Tagesoberfläche fließt.
Ein weiteres umfangreiches einstiges Bergbauareal ist der Erzberg östlich der Ortslage Biensdorf, welcher jedoch bereits auf Merzdorfer Flur liegt. Zwischen 1756 und 1790 entstand dort durch Untersuchung des mittelalterlichen Pingen- und Haldenfelds die Eigenlöhnergrube „Hülfe des Herrn“. Die Erze ließen sich jedoch aufgrund der zu hohen Wasserläufe nicht abbauen. Im Jahre 1831 vereinigten sich die Berggebäude und Gewerkschaften „Alte Hoffnung Erbstolln“ zu Schönborn, „Reicher und Neuer Segen Gottes“ zu Sachsenburg, „Hülfe des Herrn samt Bald Glück Erbstolln“ zu Biensdorf und Krumbach zum Communbergbaubetrieb „Alte Hoffnung Erbstolln“ zu Schönborn. Um 1850 zählte man noch mehr als 300 Pingen. Im Rahmen der Uranprospektion der SAG Wismut zwischen 1949 und 1951 fuhr die Wismut einen Stolln auf, welcher heute als sogenannter „Wismutstolln“ ein Besucherbergwerk ist. Zu dieser Zeit wurde das Pingen- und Haldenfeld mittels Schürfgräben auf Uran untersucht.
Der Wismutstolln und das Areal um die Fundgrube „Hülfe des Herrn“ mit zahlreichen Pingen und Schächten ist heute ein Besucherbergwerk.